# Chipre (província romana)
Chipre é uma ilha que foi uma antiga província romana. A evidência histórica aponta principalmente Chipre como a "Quitim" do Antigo Testamento. (Isaías 23:1, 12; Daniel 11:30) A população original de Chipre tinha alguma conexão com os jónios ou primitivos gregos. Desde tempos antigos, a ilha era famosa pelas suas ricas reservas de cobre, e o nome da ilha tornou-se sinônimo deste metal. Inclusive, o termo português "cobre" deriva do gr. Ký.pros. A ilha também era famosa pela sua excelente madeira, especialmente cipreste, o qual, pelo visto, era exportado para Tiro (cidade-estado da Fenícia), para ser usado na construção naval.
Os reis das cidades-estados de Chipre estavam sob domínio grego depois da vitória de Alexandre Magno na Batalha de Isso, em 333 a.C.. Após a morte de Alexandre, a dinastia ptolomaica do Egipto assumiu o controlo, e Chipre permaneceu, de modo geral, dentro do domínio egípcio até 58 a.C., quando foi anexada por Roma. A província continuou, contudo, flutuando entre domínio ptolomaico e romano até sua conversão em província senatorial em 22 a.C..

## O cristianismo na província
Embora não fossem especificamente alistados, é provável que judeus de Chipre estivessem presentes em Jerusalém na Festividade de Pentecostes de 33 d.C.. O levita José, mais conhecido como Barnabé, nasceu em Chipre. (Atos 4:36).
Em resultado da perseguição movida aos cristãos após o martírio de Estevão, os cristãos foram dispersos, e alguns deles foram para Chipre. Outros cristãos cipriotas foram para a cidade de Antioquia da Síria, defronte de Chipre. (Atos 11:19, 20) Quando Paulo e Barnabé, acompanhados por João Marcos, foram enviados de Antioquia na sua primeira viagem missionária, seu território inicial estava a terra natal de Barnabé, Chipre. Chegando à importante cidade comercial de Salamina, na costa Este de Chipre, encontraram ali mais de uma sinagoga, indicando uma população judaica de substancial tamanho. Depois atravessaram a ilha inteira até cidade de Pafos, na costa Oeste, naquele tempo a capital provincial romana. Ali se deu o encontro com o Procônsul Sérgio Paulo, e com o feiticeiro opositor, Elimas (Barjesus). (Atos 13:1-12). Barnabé foi morto por judeus e enterrado por João Marcos com uma cópia do Evangelho de Mateus.
Chipre tinha se tornado numa província senatorial, em 22 a.C., e, por isso, o governador designado da ilha levava daí em diante o título de Procônsul, governador representante do senado romano. Cerca de dois anos depois, Barnabé retornou à sua terra natal com João Marcos, ao passo que Paulo inicia a sua segunda viagem missionária através da Ásia Menor (cerca 49 d.C.). (Atos 15:36-41)